# CALIS
Pour les articles homonymes, voir Calis.
CALIS (anglais : China Academic Library & Information System ; chinois : 中国高等教育文献保障系统 ; pinyin : zhōngguó gāoděngjiàoyù wénxiàn bǎozhàng xì ; litt. « système de préservation des textes et documents de l'enseignement supérieur de Chine » ou CALIS联合目录简单检索, CALIS liánhé mùlù jiǎndān jiǎnsuǒ, « catalogue unifié à index simple CALIS ») est, avec CASHL, un des principaux catalogues des bibliothèques de l'enseignement supérieur en Chine.
Le logiciel ExLibris Aleph permet de gérer des mises à jour dans ce catalogue.